# Maucourt (Somme)
Pour les articles homonymes, voir Maucourt.
Maucourt est une commune française située dans le département de la Somme, en région Hauts-de-France.

## Géographie

### Situation
Située sur la D 39, la commune se trouve, par la route, à 5 km de Rosières, 24 km de Montdidier et 43 km d'Amiens.

### Sol, sous-sol, hydrographie, relief
Le territoire communal est formé de terres perméables constituées du limon éolien des plateaux, commun dans le Santerre. Le sous-sol révèle une craie marneuse quelquefois accompagnée de sable.
Une plaine pratiquement uniforme s'offre au regard. Seule, une légère dépression, entre Maucourt et Fransart, anime le relief.

### Hydrographie
La commune est située dans le bassin Artois-Picardie. Elle n'est drainée par aucun cours d'eau.

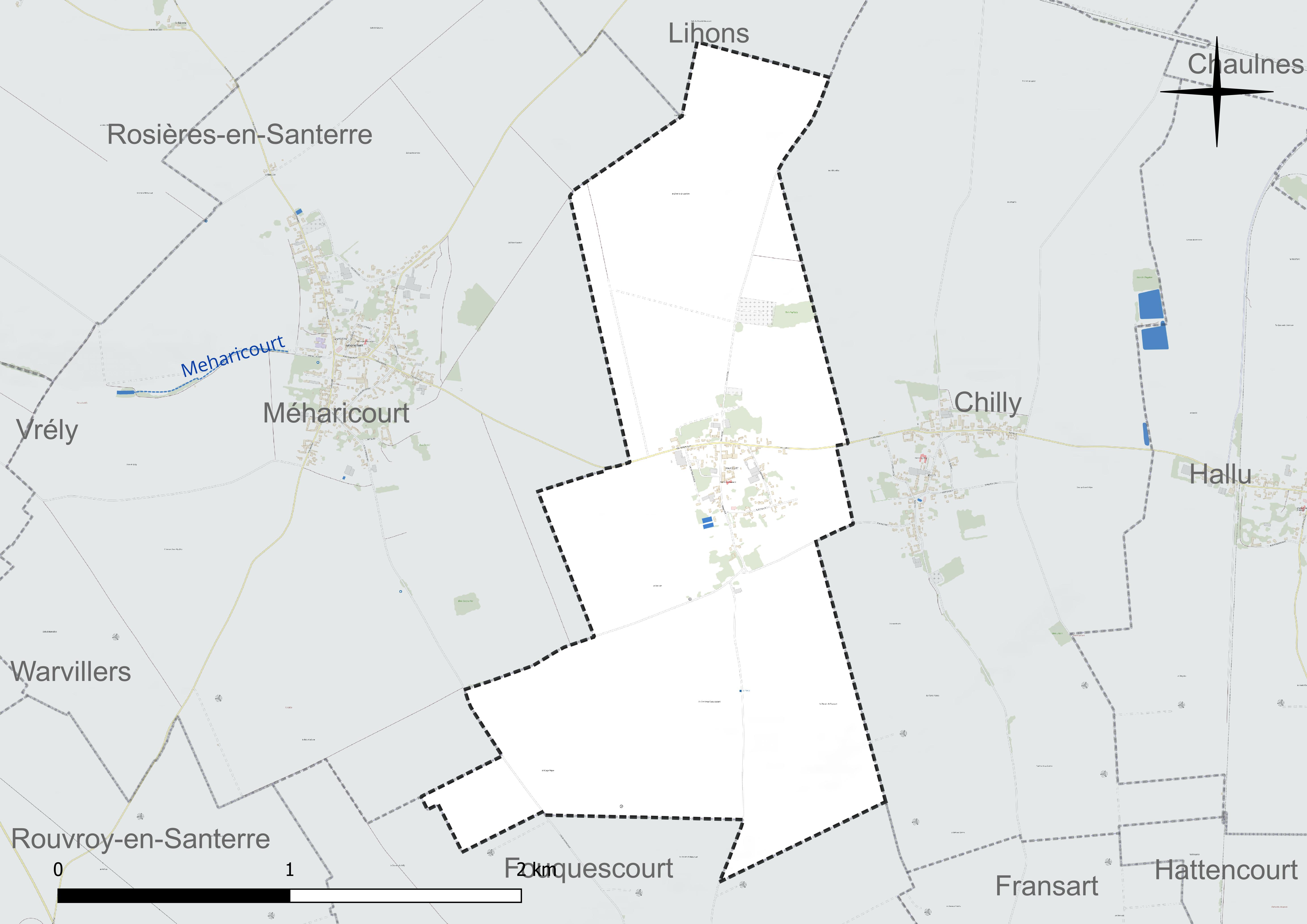
Réseau hydrographique de Maucourt.

### Climat
Pour des articles plus généraux, voir Climat des Hauts-de-France et Climat de la Somme.
En 2010, le climat de la commune est de type climat océanique dégradé des plaines du Centre et du Nord, selon une étude du CNRS s'appuyant sur une série de données couvrant la période 1971-2000. En 2020, Météo-France publie une typologie des climats de la France métropolitaine dans laquelle la commune est exposée à un climat océanique et est dans la région climatique Nord-est du bassin Parisien, caractérisée par un ensoleillement médiocre, une pluviométrie moyenne régulièrement répartie au cours de l'année et un hiver froid (3 °C).
Pour la période 1971-2000, la température annuelle moyenne est de 10,2 °C, avec une amplitude thermique annuelle de 14,8 °C. Le cumul annuel moyen de précipitations est de 691 mm, avec 11,6 jours de précipitations en janvier et 8,5 jours en juillet. Pour la période 1991-2020, la température moyenne annuelle observée sur la station météorologique la plus proche, située sur la commune de Rouvroy-en-Santerre à 4 km à vol d'oiseau, est de 10,8 °C et le cumul annuel moyen de précipitations est de 635,8 mm,. Pour l'avenir, les paramètres climatiques de la commune estimés pour 2050 selon différents scénarios d'émission de gaz à effet de serre sont consultables sur un site dédié publié par Météo-France en novembre 2022.
| Mois                                  | jan.           | fév.           | mars           | avril         | mai             | juin          | jui.          | août          | sep.          | oct.          | nov.            | déc.           | année      |
| ------------------------------------- | -------------- | -------------- | -------------- | ------------- | --------------- | ------------- | ------------- | ------------- | ------------- | ------------- | --------------- | -------------- | ---------- |
| Température minimale moyenne (°C)     | 1,4            | 1,7            | 3,1            | 4,4           | 8               | 10,6          | 12,3          | 12,3          | 9,8           | 7,5           | 4,1             | 2              | 6,4        |
| Température moyenne (°C)              | 3,8            | 4,6            | 7,2            | 9,8           | 13,3            | 16,2          | 18,3          | 18,4          | 15,1          | 11,5          | 7,1             | 4,4            | 10,8       |
| Température maximale moyenne (°C)     | 6,2            | 7,5            | 11,2           | 15,2          | 18,5            | 21,8          | 24,3          | 24,4          | 20,5          | 15,6          | 10,1            | 6,7            | 15,2       |
| Record de froid (°C) date du record   | −17,5 07.01.09 | −11,6 12.02.12 | −12,5 13.03.13 | −4,8 08.04.03 | −2,3 05.05.1996 | 2,2 05.06.12  | 2,8 03.07.11  | 3,7 02.08.15  | −0,9 25.09.03 | −6,1 24.10.03 | −9,2 24.11.1998 | −14,4 18.12.10 | −17,5 2009 |
| Record de chaleur (°C) date du record | 14,9 09.01.15  | 18 24.02.21    | 24,4 31.03.21  | 27,2 15.04.07 | 30,2 27.05.05   | 35,3 18.06.22 | 41,6 25.07.19 | 39,1 12.08.03 | 34,2 09.09.23 | 28,1 01.10.11 | 19,9 06.11.18   | 16,2 07.12.00  | 41,6 2019  |
| Précipitations (mm)                   | 45,6           | 43             | 44,1           | 39,4          | 61,3            | 55,3          | 63,8          | 62,4          | 45,1          | 58,1          | 52,4            | 65,3           | 635,8      |

## Urbanisme

### Typologie
Au 1er janvier 2024, Maucourt est catégorisée commune rurale à habitat dispersé, selon la nouvelle grille communale de densité à sept niveaux définie par l'Insee en 2022.
Elle est située hors unité urbaine et hors attraction des villes,.

### Occupation des sols
L'occupation des sols de la commune, telle qu'elle ressort de la base de données européenne d'occupation biophysique des sols Corine Land Cover (CLC), est marquée par l'importance des territoires agricoles (90,8 % en 2018), une proportion sensiblement équivalente à celle de 1990 (91,6 %). La répartition détaillée en 2018 est la suivante : terres arables (90,8 %), zones urbanisées (9,2 %). L'évolution de l'occupation des sols de la commune et de ses infrastructures peut être observée sur les différentes représentations cartographiques du territoire : la carte de Cassini (XVIIIe siècle), la carte d'état-major (1820-1866) et les cartes ou photos aériennes de l'IGN pour la période actuelle (1950 à aujourd'hui).

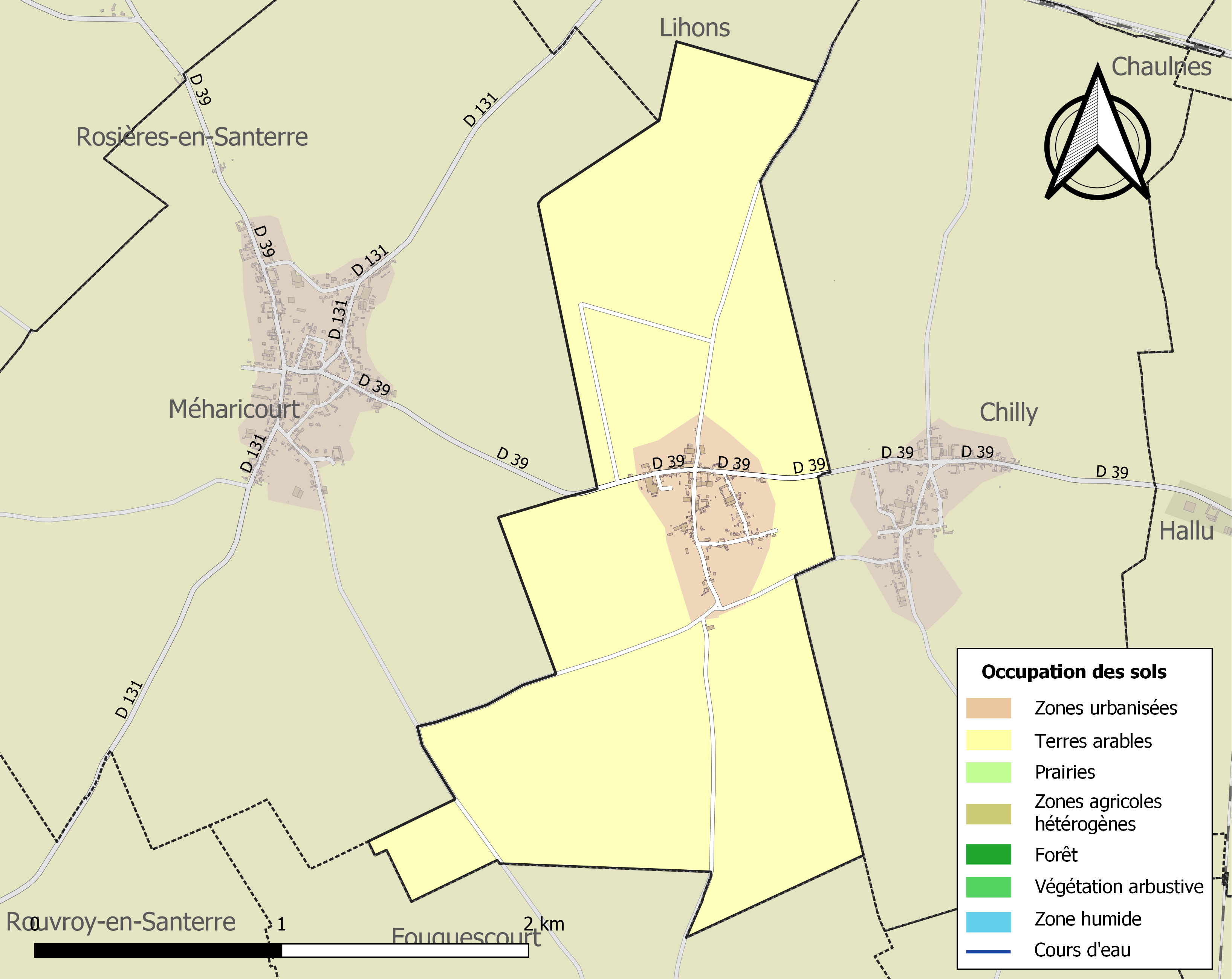
Carte des infrastructures et de l'occupation des sols de la commune en 2018 (CLC).

## Toponymie
Dès 1225, Moccort est relevé. Puis Moccourt, Mauccourt (1301) et, en 1327 la forme actuelle de Maucourt.
Ces formes sont issues du nom d'un propriétaire terrien de l'époque germanique, datées du VIe siècle.

## Histoire

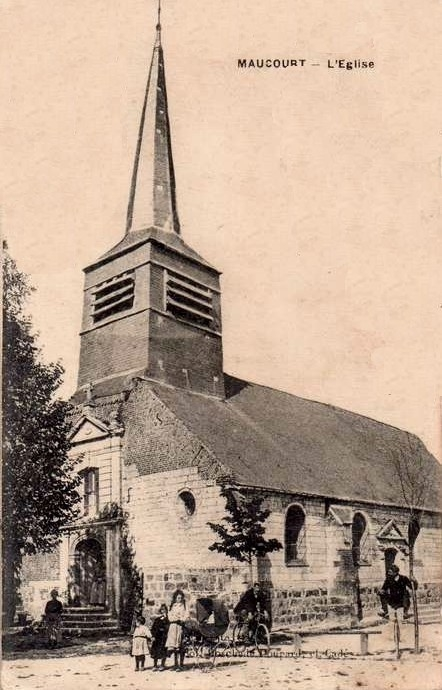
L'église avant la Première Guerre Mondiale.

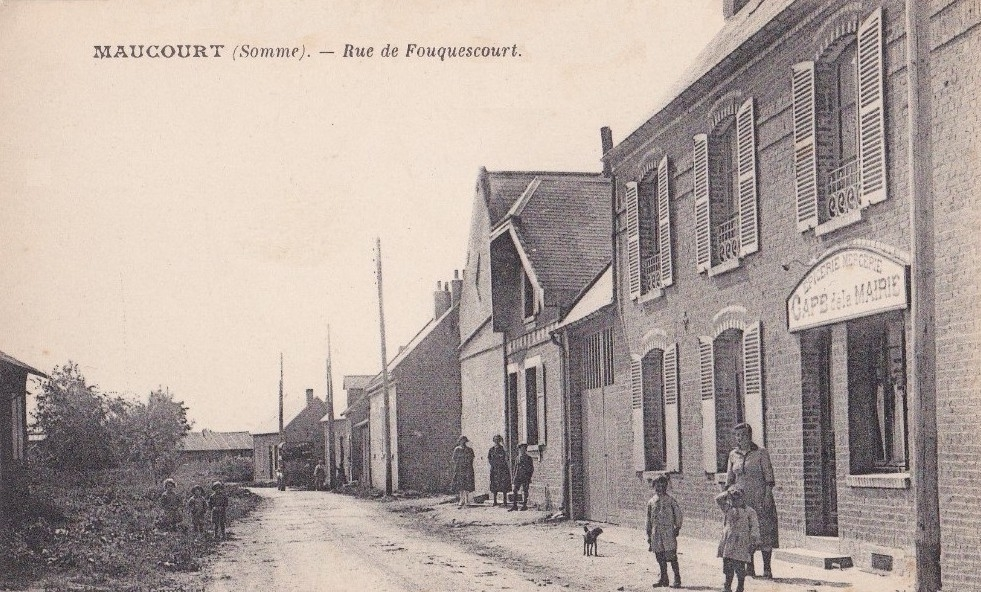
La rue de Fouquescourt avant la Première Guerre mondiale.

Des tombeaux en pierre et des monnaies anciennes, trouvées en 1855, attestent d'une occupation remontant au moins à l'Antiquité.
Le plus ancien seigneur dont on a retrouvé le nom est Hue de Moccort (1230).
En 1899, le village comptait 20 fouettiers, fabricants de fouets.
Le village était situé dans la zone de combats de la Première Guerre mondiale,,,,,, sa destruction a été achevée lors de sa capture, par la Xe armée française, le 4 septembre 1916, au cours de la bataille de la Somme,.
La commune a été décorée de la Croix de guerre 1914-1918 le 30 octobre 1920.

Le village pendant la Guerre et la Reconstruction
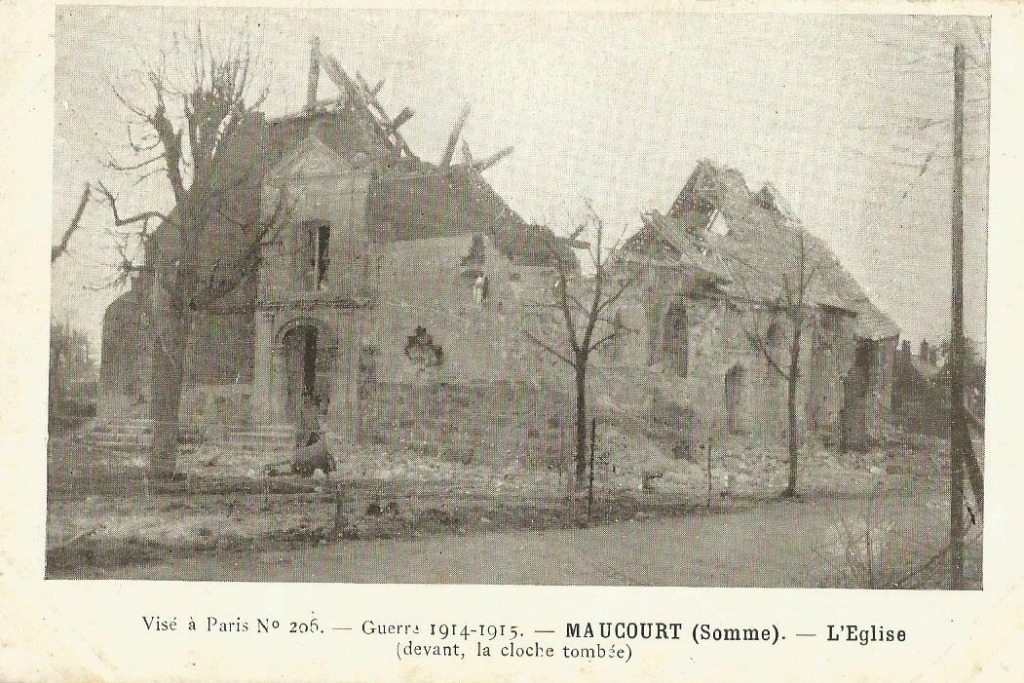
Ruines de l'église en 1918.
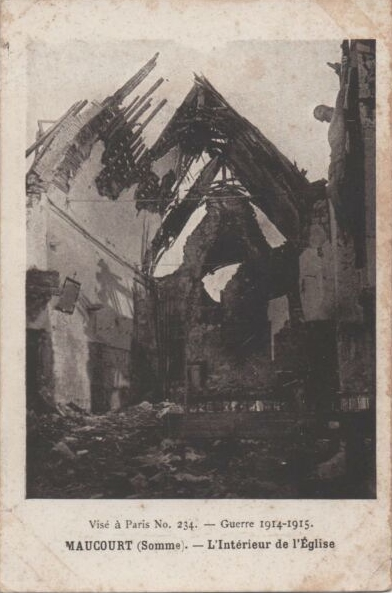
Ruines de l'église.
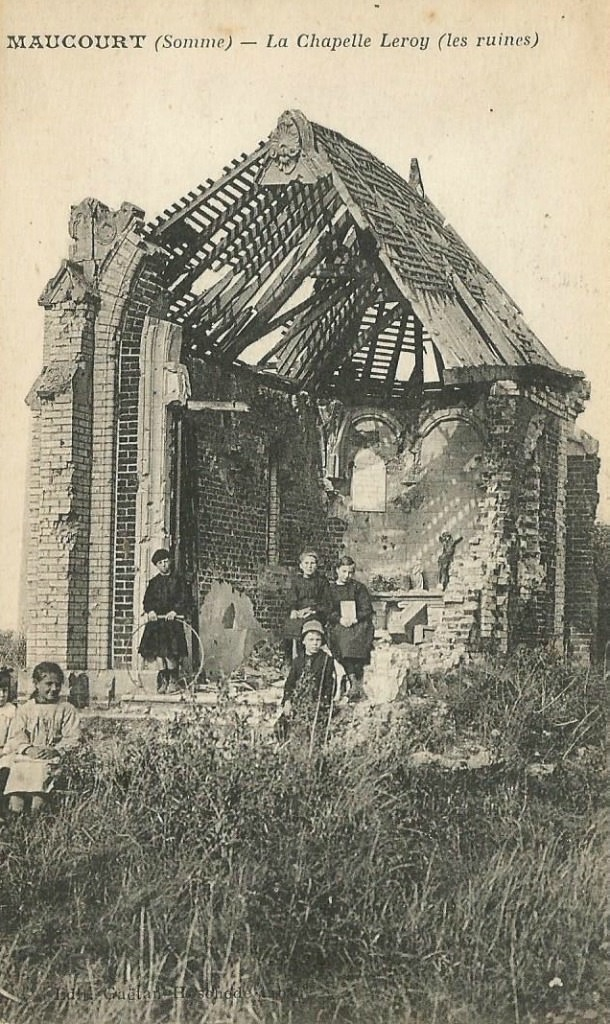
Les ruines de la chapelle en 1920.

## Politique et administration

### Rattachement administratifs et électoraux
La commune se trouvait de 1793 à 2016 dans l'arrondissement de Montdidier du département de la Somme. Par arrêté préfectoral du 27 décembre 2016, la commune en est détachée le 1er janvier 2017 pour intégrer l'arrondissement de Péronne. Pour l'élection des députés, elle fait partie depuis 1958 de la cinquième circonscription de la Somme.
Elle faisait partie depuis 1793 du canton de Rosières-en-Santerre. Dans le cadre du redécoupage cantonal de 2014 en France, la commune est intégrée au canton de Moreuil.

### Intercommunalité
La commune faisait partie de la communauté de communes du Santerre créée le 31 décembre 1993.
Dans le cadre des dispositions de la loi portant nouvelle organisation territoriale de la République du 7 août 2015, qui prévoit que les établissements publics de coopération intercommunale (EPCI) à fiscalité propre doivent avoir un minimum de 15 000 habitants, la préfète de la Somme propose en octobre 2015 un projet de nouveau schéma départemental de coopération intercommunale (SDCI) qui prévoit la réduction de 28 à 16 du nombre des intercommunalités à fiscalité propre du département.
Le projet préfectoral prévoit la « fusion des communautés de communes de Haute Picardie et du Santerre », le nouvel ensemble de 17 954 habitants regroupant 46 communes,,. À la suite de l'avis favorable de la commission départementale de coopération intercommunale en janvier 2016, la préfecture sollicite l'avis formel des conseils municipaux et communautaires concernés en vue de la mise en œuvre de la fusion le 1er janvier 2017.
Cette procédure aboutit à la création au 1er janvier 2017 de la communauté de communes Terre de Picardie, dont la commune est désormais membre.

### Liste des maires
| Période                                  | Période                      | Identité        | Étiquette | Qualité                         |
| ---------------------------------------- | ---------------------------- | --------------- | --------- | ------------------------------- |
| Les données manquantes sont à compléter. |                              |                 |           |                                 |
| mars 2001                                | 2008                         | Laurence Petit  |           |                                 |
| mars 2008                                | En cours (au 8 octobre 2020) | Fabrice Massias |           | Réélu pour le mandat 2020-2026, |

## Population et société

### Démographie
L'évolution du nombre d'habitants est connue à travers les recensements de la population effectués dans la commune depuis 1793. Pour les communes de moins de 10 000 habitants, une enquête de recensement portant sur toute la population est réalisée tous les cinq ans, les populations de référence des années intermédiaires étant quant à elles estimées par interpolation ou extrapolation. Pour la commune, le premier recensement exhaustif entrant dans le cadre du nouveau dispositif a été réalisé en 2006.

En 2022, la commune comptait 202 habitants, en évolution de +12,22 % par rapport à 2016 (Somme : −1,26 %, France hors Mayotte : +2,11 %).
| 1793 | 1800 | 1806 | 1821 | 1831 | 1836 | 1841 | 1846 | 1851 |
| ---- | ---- | ---- | ---- | ---- | ---- | ---- | ---- | ---- |
| 525  | 512  | 529  | 483  | 495  | 508  | 505  | 535  | 484  |

| 1856 | 1861 | 1866 | 1872 | 1876 | 1881 | 1886 | 1891 | 1896 |
| ---- | ---- | ---- | ---- | ---- | ---- | ---- | ---- | ---- |
| 496  | 498  | 497  | 483  | 490  | 445  | 438  | 429  | 446  |

| 1901 | 1906 | 1911 | 1921 | 1926 | 1931 | 1936 | 1946 | 1954 |
| ---- | ---- | ---- | ---- | ---- | ---- | ---- | ---- | ---- |
| 432  | 418  | 376  | 260  | 157  | 156  | 171  | 138  | 130  |

| 1962 | 1968 | 1975 | 1982 | 1990 | 1999 | 2006 | 2011 | 2016 |
| ---- | ---- | ---- | ---- | ---- | ---- | ---- | ---- | ---- |
| 135  | 118  | 102  | 87   | 107  | 152  | 151  | 162  | 180  |

| 2021 | 2022 | - | - | - | - | - | - | - |
| ---- | ---- | - | - | - | - | - | - | - |
| 195  | 202  | - | - | - | - | - | - | - |

### Manifestations culturelles et festivités
La fête communale, qui fut l'occasion jadis de « Médiévales », fut animée en 2010 par l'organisation d'un bivouac napoléonien et d'un spectacle de reconstitution historique évoquant des escarmouches sanglantes (et imaginaires à Maucourt) entre paysans, royalistes et soldats lors d'une conscription.

## Culture locale et patrimoine

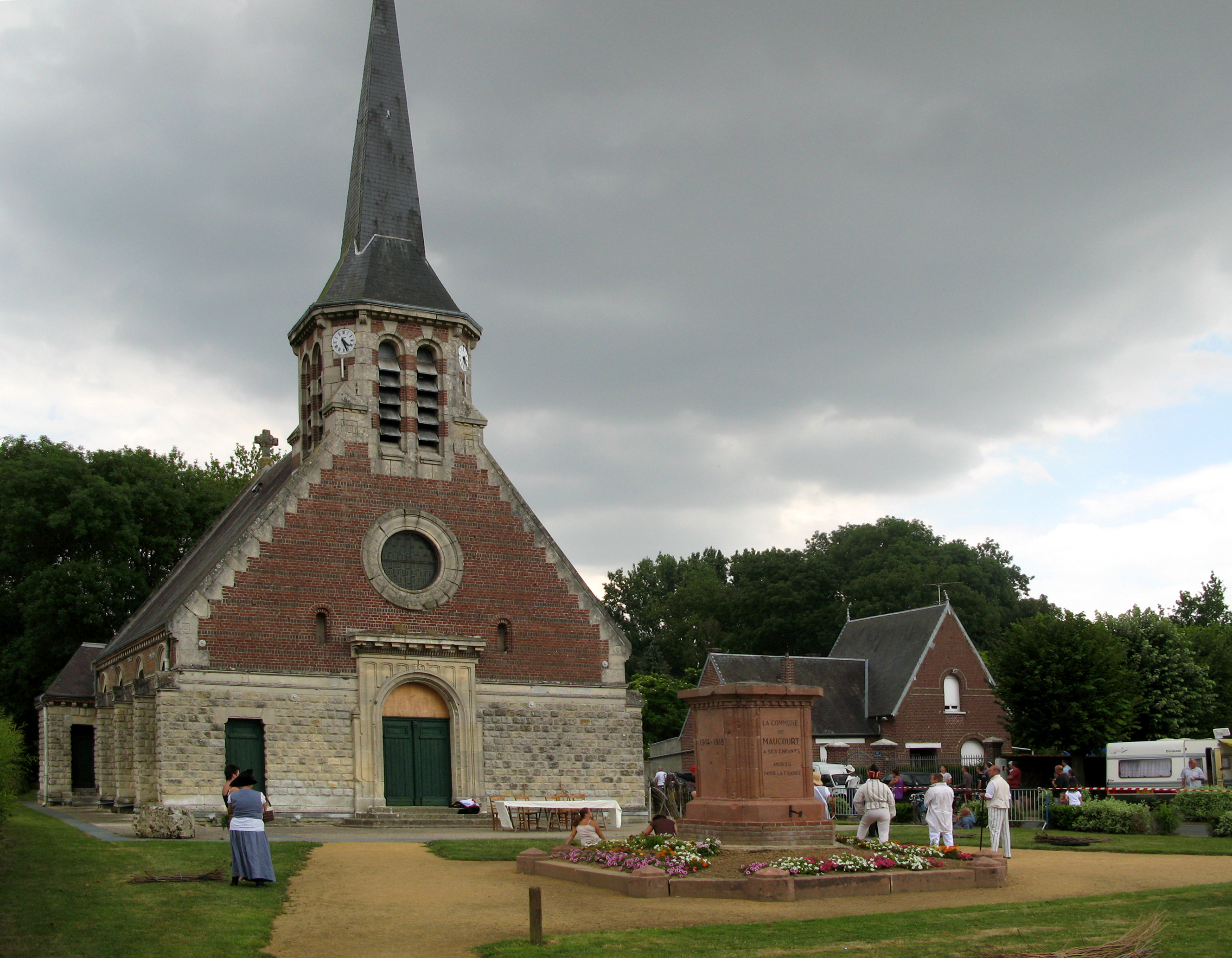
Devant l'église.

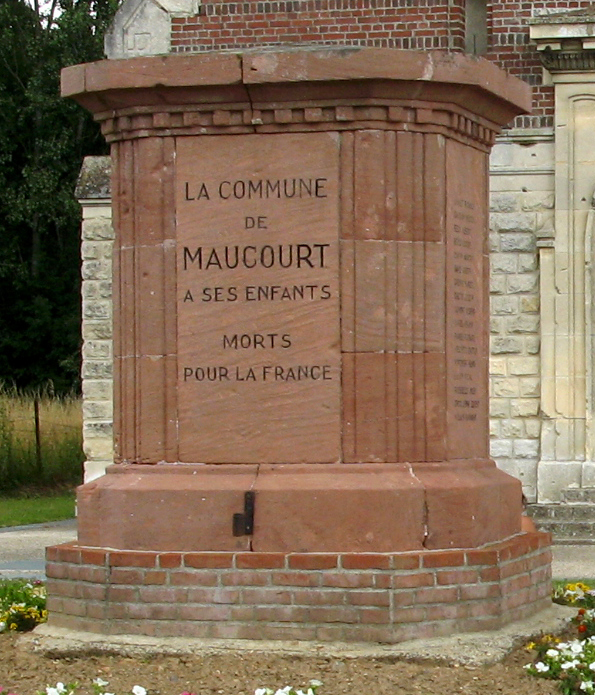
Le monument aux morts.

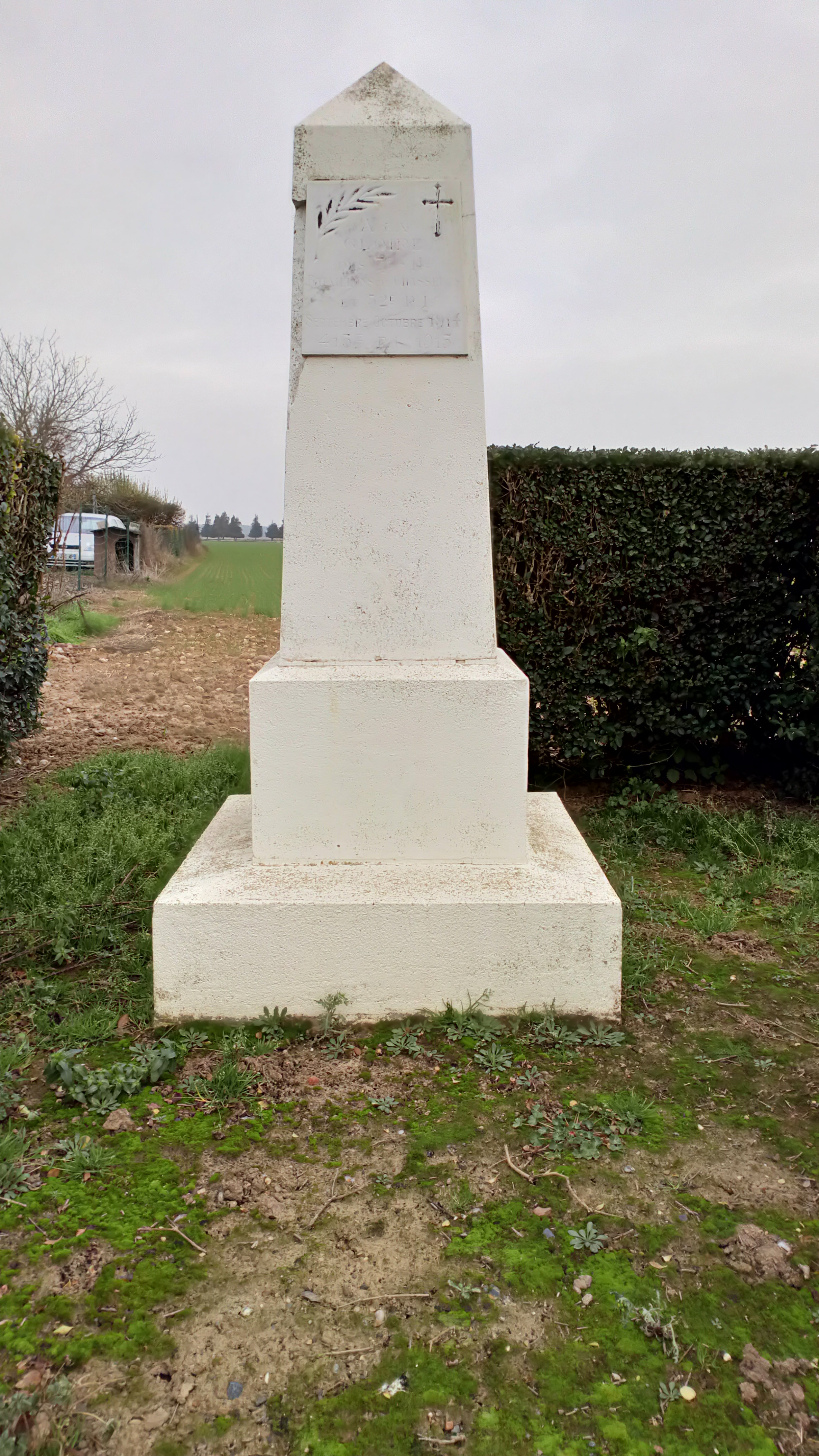
Stèle aux 7e et 14e bataillons de chasseurs, au, au.

### Lieux et monuments
- Église[40], qui comprenait autrefois des fonts baptismaux des XIIe et XIIIe siècles en pierre[41], détruite pendant la Première Guerre mondiale[42],[43],[44] et reconstruite.
- Chapelle Notre-Dame-de-Grâce. La première chapelle, reconstruite après la Grande guerre, datait des années 1750. Chapelle privée, elle fut également appelée Chapelle Leroy du nom de ses anciens propriétaires.

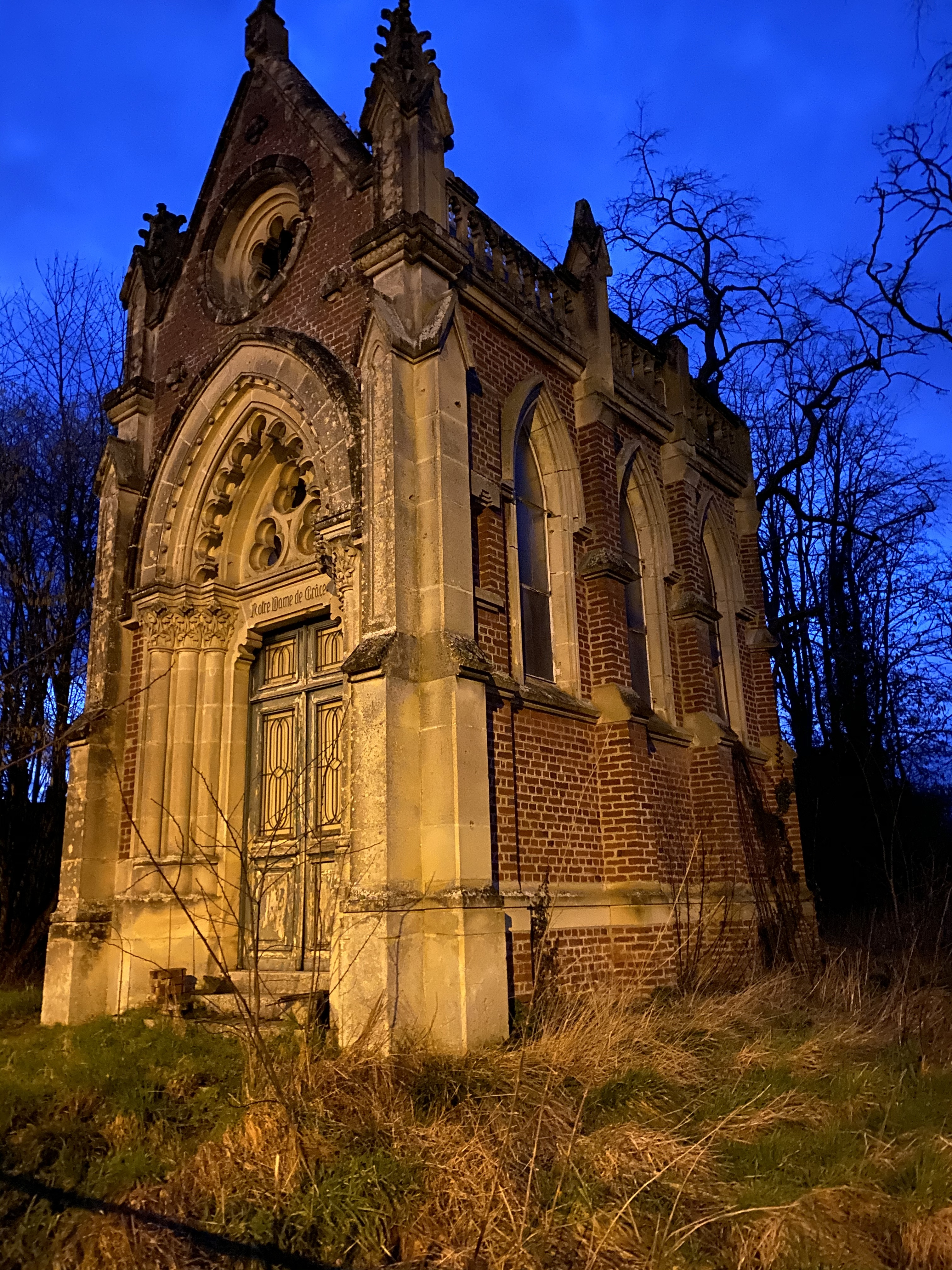
Chapelle Notre-Dame de Grâce.

Elle est munie d'une balustrade en pierre.
- Chapelle de la Vierge. Construite en 1879, près de l'allée qui mène au château[45].
- Le monument aux morts, en pierre rose.
- Nécropole nationale de Maucourt, édifiée en 1924, où reposent les restes de 5 302 soldats français, 5 272 de la Première Guerre et 24 de la Seconde Guerre mondiale, ainsi que les six membres d'équipage, cinq Britanniques et un Canadien, d'un bombardier abattu le 17 avril 1943[21].

### Personnalités liées à la commune
- Jean-François Hoschedé, cultivateur, adjoint au maire, maire de Maucourt ; natif de Maucourt, y décède le 21 octobre 1835, à 78 ans. Il est le grand-père de Ernest Hoschedé, natif de Paris, y décède le 18 mars 1891, à 53 ans ; négociant, critique-d'art et collectionneur, époux de Emilie-Angélique-Alice Raingo, elle-même la seconde épouse (mariés à Giverny le 16 juillet 1892) de Claude Monet (1840-1926), le célèbre artiste-peintre de Giverny.[réf. nécessaire]